# Iridomyrmex pruinosum
Iridomyrmex pruinosum é uma espécie de formiga do gênero Iridomyrmex.